# مارك ماكون
مارك ماكون (بالإنجليزية: Mark Macon)‏ مواليد 14 أبريل 1969 في ساغيناو، هو مدرب كرة سلة أمريكي ولاعب سابق. بدأ مسيرته الاحترافية في سنة 1991. تم اختياره من قبل فريق دنفر ناغتس خلال الدرافت. اعتزل اللعب في 2001.

## المسيرة الاحترافية
لعب مع دنفر ناغتس من سنة 1991 إلى 1994، ثم لعب مع ديترويت بيستونز من سنة 1993 إلى 1996، ثم لعب مع ديترويت بيستونز في سنة 1999.

## روابط خارجية
- مارك ماكون على موقع إن بي أي (الإنجليزية)
- مارك ماكون على موقع سبورتس رفرنس (الإنجليزية)
- مارك ماكون على موقع كلية كرة السلة في سبورتس رفرنس.كوم (الإنجليزية)
- مارك ماكون على موقع ريلجم (الإنجليزية)
- مارك ماكون على موقع بروبوليرز (الإنجليزية)
- مارك ماكون على موقع كلية كرة السلة في سبورتس رفرنس.كوم (الإنجليزية)